# Eunemorilla peruviana
Eunemorilla peruviana är en tvåvingeart som beskrevs av Townsend 1919. Eunemorilla peruviana ingår i släktet Eunemorilla och familjen parasitflugor.
Artens utbredningsområde är Peru. Inga underarter finns listade i Catalogue of Life.